# 陶开裕
陶开裕（1923年—1993年），男，广东番禺人，生于澳门，中国企业家，曾任第六、七、八届全国政协委员。